# European University Association
Die European University Association (EUA; deutsch Europäische Universitätsvereinigung) ist der größte Verband europäischer Universitäten und Fachhochschulen. Die EUA hat rund 850 Mitglieder aus 49 Ländern des Europäischen Hochschulraumes. Sie hat ihren Sitz in Brüssel und eine Außenstelle in Genf. Sie vertritt ihre Mitglieder auf europäischer Ebene und stellt ein Forum für die Vernetzung von Hochschulen dar.

## Geschichte
Die Gesellschaft entstand im März 2001 aus der Association of European Universities (deutsch: „Vereinigung Europäischer Universitäten“) und der Confederation of European Union Rectors' Conference (deutsch: „Europäische Rektorenkonferenz“).
Mit Änderung ihrer Satzung im März 2008 können auch forschungsstarke Hochschulen ohne Promotionsrecht in die European University Association aufgenommen werden.
Mit Wirkung zum 22. März 2022 wurden 14 Mitglieder der Russischen Föderation suspendiert, nachdem sie offen die Invasion der Ukraine befürwortet haben.

## Mitglieder
| Region                  | Mitglieder                |
| ----------------------- | ------------------------- |
| Europäische Union       | 582                       |
| Vereinigtes Königreich  | 60                        |
| Türkei                  | 57                        |
| Ukraine                 | 27                        |
| Norwegen                | 17                        |
| Schweiz                 | 17                        |
| Russland                | 16 (14 davon suspendiert) |
| Kasachstan              | 14                        |
| Bosnien und Herzegowina | 7                         |
| Nordmazedonien          | 7                         |
| Georgien                | 6                         |
| Serbien                 | 4                         |
| Island                  | 4                         |
| Belarus                 | 3                         |
| Albanien                | 3                         |
| Armenien                | 2                         |
| Aserbaidschan           | 2                         |
| Moldau                  | 2                         |
| Kosovo                  | 2                         |
| Vatikanstadt            | 1                         |
| Montenegro              | 1                         |
| Andorra                 | 1                         |
| Liechtenstein           | 1                         |

## Aufgaben
Ihre Haupttätigkeiten sind:
- Einflussnahme im Bologna-Prozess. Die EUA ist Mitglied in der Bologna Follow Up Group (BFUG)
- Veranstaltung von Konferenzen, Workshops und Seminaren.

Präsident der EUA ist der ehemalige Präsident des University College Cork, Michael Murphy.